# Lindsay (Ontario)
Lindsay ist eine Gemeinde am Scugog River in der Region Kawartha Lakes im Südosten von Ontario, Kanada mit 20.713 Einwohnern. Die Gemeinde ist Teil der „City of Kawartha Lakes“, die hier auch ihren Verwaltungssitz hat. Lindsay liegt im ehemaligen Victoria County, etwa 43 km westlich von Peterborough und ist gleichzeitig das Wirtschafts- und Handelszentrum dieser Region.
Größere mediale Aufmerksamkeit erlangte die Gemeinde 2017, als dort zusammen mit Hamilton und Thunder Bay drei Jahre lang die Auswirkungen eines bedingungslosen Grundeinkommens in den Bereichen Gesundheit und Bildung sowie Arbeitsmarktchancen für Geringverdiener untersucht werden sollten. Das Projekt wurde nach einem Jahr vorzeitig beendet, als es nach den Wahlen in Ontario Mitte 2018 zu einem Regierungswechsel gekommen war.

## Lage
Die Gemeinde liegt einige Kilometer vom südlichen Ufer des Sturgeon Lake, am Abfluss des Scugog River. Nach Süden verbindet der Scugog River die Gemeinde mit dem Lake Scugog. Durch die Lage am Scugog River zwischen den beiden Seen, liegt Lindsay am Trent-Severn-Wasserweg.
Lindsay liegt etwa 90 Kilometer Luftlinie nordöstlich von Toronto bzw. etwa 270 Kilometer Luftlinie westsüdwestlich von Ottawa.

## Demografie
Der Zensus im Jahr 2016 ergab für die Gemeinde eine Bevölkerungszahl von 20.713 Einwohnern, nachdem der Zensus im Jahr 2011 für die Gemeinde eine Bevölkerungszahl von noch 20.354 Einwohnern ergeben hatte. Die Bevölkerung hat damit im Vergleich zum letzten Zensus im Jahr 2011 schwächer als der Trend in der Provinz nur um 2,1 % zugenommen, während der Provinzdurchschnitt bei einer Bevölkerungszunahme von 4,6 % lag. Im Zensuszeitraum von 2006 bis 2011 hatte die Einwohnerzahl in der Gemeinde nahe dem Trend um 5,1 % zugenommen, während sie im Provinzdurchschnitt um 5,7 % zunahm.

## Bildung

### Hochschulen
- Fleming College

### Grund- und weiterführende Schulen

#### Staatlich
Das Trillium Lakelands District School Board betreibt folgende säkulare öffentliche Schulen:
- IE Weldon Secondary School
- Lindsay College and Vocational Institute
- Parkview Public School – K-6
- Alexandra Public School – K-6
- Zentrale Oberschule – 7–8
- Jack Callaghan Public School – K-8 (früher bekannt als Ops Elementary)
- King Albert Public School – K-6
- Leslie Frost Public School – K-6 (Französische Unterrichtssprache)
- Queen Victoria Public School – K-6

#### Kirchlich
Das Peterborough Victoria Northumberland and Clarington Catholic District School Board betreibt folgende katholische Schulen:

##### Öffentlich
- Katholisches Gymnasium St. Thomas von Aquin
- Johannes Paul II. Grundschule – K-8 (katholisch)
- St. Mary’s Elementary – K-8 (katholisch)
- St. Dominic’s Elementary – K-8 (Katholisch) (Französische Unterrichtssprache)

##### Privat
- Heritage Christian School – K-8 (Privat)

## Gesundheit
Das Ross Memorial Hospital ist das einzige Krankenhaus in Lindsay. Es wurde am 20. November 1902 von James Ross, der am 20. September 1913 starb, gegründet. Am 14. April 2005 wurde das Krankenhaus umfassend renoviert.

## Kriminalität
Lindsay gilt mit 136,26 Fällen pro 100.000 Einwohner als einer der Orte mit den meisten sexuellen Übergriffen in Kanada (Kanada-Durchschnitt: 75.89). Auch hinsichtlich der Angriffe liegt Lindsay mit 537,72 Fällen per 100.000 Einwohner über dem Durchschnitt in Kanada von 457,01.

## Städte in der Nähe
- Little Britain
- Omemee
- Fenelon Falls
- Downeyville
- Dunsford
- Bobcaygeon
- Port Perry
- Peterborough

## Persönlichkeiten
- Ruth Abernethy, Bildhauerin, wurde 1960 hier geboren.
- Carl Coulter, CFL-Spieler, gewann 1999 den Grey Cup mit den Hamilton Tiger-Cats.
- Ron Ellis spielte in den 1960er und 1970er Jahren für die Toronto Maple Leafs und war Mitglied des Team Canada 1972 in der Summit Series.
- Evangeline Lydia Emsley, Krankenschwester im Ersten Weltkrieg
- Bill Fitsell, kanadischer Sportjournalist und Historiker[8]
- J. Carson Mark, Mathematiker und Physiker, 1945 Teil der britischen Mission in Los Alamos für das Atombombenprogramm, 1947 Leiter der theoretischen Abteilung in Los Alamos, später ausgesprochener Gegner der Proliferation.
- Leslie M. Frost, Premierminister von Ontario von 1949 bis 1961. Erstmals 1937 als Vertreter von Victoria-Haliburton in die Legislative von Ontario gewählt, war er als „The Laird of Lindsay“ bekannt. Er kombinierte die Werte einer Kleinstadt mit einer fortschrittlichen Politik und führte die Provinz durch den Wirtschaftsboom der 1950er Jahre.
- Pearl Hart, Verbrecherin
- Sir Sam Hughes, Milizminister für Kanada während des Ersten Weltkriegs, wurde in Lindsay geboren und wuchs dort auf.
- Tyler Kyte, Schauspieler und Musiker, bekannt durch Auftritte in Instant Star und Popular Mechanics for Kids
- Joey Lawrence, Werbefotograf hinter den Twilight Filmplakaten
- Fergus Patrick McEvay, ehemaliger katholischer Erzbischof von Toronto
- Megan Park, Schauspielerin, bekannt durch ihre Rolle als Grace in Secret Life of the American Teenager
- Joe Primeau spielte in den 1930er Jahren für die Toronto Maple Leafs.
- Matthew Rose, Schwimmer, nahm an den Olympischen Spielen 2004 in Athen teil.
- Ernest Thompson Seton, Künstler, Naturforscher und Autor von realistischen Wildtiergeschichten. Die Familie Thompson kam 1866 aus South Shields, England, nach Lindsay. Sie wohnten in dem Haus, das sie am Stony Creek bauten, bis 1870, als Setons Vater, Joseph Thompson, eine Anstellung in Toronto als Buchhalter bekam.
- Jack Tunney, bekannt als On-Air-Autoritätsfigur für World Wrestling Entertainment in den 1990er Jahren, hatte seinen zweiten Wohnsitz in Lindsay und starb dort 2004.
- Drei der vier Mitglieder der Rockband The Kents stammen aus Lindsay.
- Weitere NHL-Spieler aus der Stadt sind: Jeff Beukeboom, Don Maloney, Dave Maloney, Jamie Allison, Joe Junkin, Dave Roche, und Tom Thornbury.